# Palmarès del Galatasaray Spor Kulübü
Il Galatasaray Spor Kulübü, spesso abbreviato in Galatasaray SK e noto come Galatasaray, è una società polisportiva turca di Istanbul, con sede nel quartiere Galata, nella parte europea della città. Fondata nel 1905, è nota soprattutto per la sua sezione calcistica, che milita da sempre nella Süper Lig, la massima divisione del campionato turco di calcio.
È la squadra più titolata del calcio turco, avendo vinto 25 campionati, 19 coppe e 17 supercoppe nazionali, oltre a essere l'unica che vanta la vittoria di trofei internazionali, la Coppa UEFA e la Supercoppa UEFA. Si è aggiudicata anche una Lega nazionale, torneo antesignano del campionato turco.

## Competizioni nazionali
- Campionato turco: 25  (record)

1961-1962, 1962-1963, 1968-1969, 1970-1971, 1971-1972, 1972-1973, 1986-1987, 1987-1988, 1992-1993, 1993-1994, 1996-1997, 1997-1998, 1998-1999, 1999-2000, 2001-2002, 2005-2006, 2007-2008, 2011-2012, 2012-2013, 2014-2015, 2017-2018, 2018-2019, 2022-2023, 2023-2024, 2024-2025
- Coppa di Turchia: 19  (record)

1962-1963, 1963-1964, 1964-1965, 1965-1966, 1972-1973, 1975-1976, 1981-1982, 1984-1985, 1990-1991, 1992-1993, 1995-1996, 1998-1999, 1999-2000, 2004-2005, 2013-2014, 2014-2015, 2015-2016, 2018-2019, 2024-2025
- Coppa del Presidente/Supercoppa di Turchia: 17 (record)

1966, 1969, 1972, 1982, 1987, 1988, 1991, 1993, 1996, 1997, 2008, 2012, 2013, 2015, 2016, 2019, 2023
- Coppa del Primo ministro: 5

1974-1975, 1978-1979, 1985-1986, 1989-1990, 1994-1995
- Lega nazionale: 1

1939

## Competizioni regionali
- Campionato di calcio di Istanbul: 15

1908-1909, 1909-1910, 1910-1911, 1913-1914, 1914-1915, 1915-1916, 1917-1918, 1922-1923, 1923-1924, 1924-1925, 1925-1926, 1928-1929, 1930-1931, 1937-1938, 1948-1949, 1954-1955, 1955-1956, 1957-1958
- Coppa Istanbul: 2

1942, 1943
- TSYD Cup: 12

1963, 1966, 1967, 1970, 1977, 1981, 1987, 1991, 1992, 1997, 1998, 1999
- Atatürk Gazi Cup: 1

1928
- 50. Yıl Cup: 1

1973
- Istanbul Shield: 1

1933
- Union Club Cup: 1

1909

## Competizioni internazionali
- Coppa UEFA: 1  (record turco)

1999-2000
- Supercoppa UEFA: 1  (record turco)

2000

## Altre competizioni
- Millenniocoppa FIFA (1) (record)

2000
- International Champions Cup: 1

2004
- Champions World Series: 1

2004
- Emirates Cup: 1

2013

## Competizioni giovanili
- Torneo Internazionale Under-19 Bellinzona: 1

1998
- Uhrencup: 1

2016

## Altri piazzamenti
- Campionato turco:

Secondo posto: 1960-1961, 1965-1966, 1974-1975, 1978-1979, 1985-1986, 1990-1991, 2000-2001, 2002-2003, 2013-2014, 2020-2021
Terzo posto: 1959-1960, 1963-1964, 1964-1965, 1966-1967, 1967-1968, 1975-1976, 1977-1978, 1980-1981, 1982-1983, 1983-1984, 1988-1989, 1991-1992, 1994-1995, 2004-2005, 2006-2007, 2009-2010
- Coppa di Turchia:

Finalista: 1968-1969, 1979-1980, 1993-1994, 1994-1995, 1997-1998
Semifinalista: 1967-1968, 1973-1974, 1985-1986, 2000-2001, 2007-2008, 2017-2018
- Supercoppa di Turchia:

Finalista: 1971, 1973, 1976, 1985, 1994, 1998, 2006, 2014, 2018, 2024
- Coppa del Primo ministro:

Finalista: 1980, 1989
- Coppa Atatürk:

Finalista: 1964, 2000
- Lega nazionale:

Secondo posto: 1937, 1940, 1941, 1943, 1950
- Coppa dei Campioni:

Semifinalista: 1988-1989